# There Will Never Be Another You
Pour l’article homonyme, voir There Will Never Be Another You (chanson).
Albums de Sonny Rollins
The Standard Sonny Rollins
(1964) Sonny Rollins on Impulse!
(1965)
There Will Never Be Another You est un album du saxophoniste ténor Sonny Rollins enregistré lors d'un concert en 1965 et publié en 1978. Après avoir réalisé six albums pour RCA Victor au début des années 1960, ce nouvel album est le premier effectué pour le label Impulse!.

## Titres de l'album
Rollins est accompagné par le pianiste Tommy Flanagan, Bob Cranshaw à la guitare basse et par deux batteurs Billy Higgins et Mickey Roker. L'album possède la particularité d'avoir été enregistré à l'extérieur en live dans le jardin du Museum of Modern Art à New-York et sous la pluie, ce qui n'offre pas une qualité sonore optimale malgré la performance réalisée par le quintette. De plus les mouvements effectués par Rollins durant le concert sont souvent en dehors de la portée des microphones. L'album sort tout de même douze ans plus tard, en 1978 mais est rapidement retiré du marché à la demande de Rollins.
| N° | Titre                           | Compositeur                                                | Durée |
| -- | ------------------------------- | ---------------------------------------------------------- | ----- |
| 1. | On Green Dolphin Street         | Bronislaw Kaper, Ned Washington                            | 7:22  |
| 2. | Three Little Words              | Bert Kalmar, Harry Ruby                                    | 9:13  |
| 3. | Mademoiselle de Paris           | Henri Contet, Paul Durand, Eric Maschwitz, Mitchell Parish | 1:47  |
| 4. | To a Wild Rose                  | Edward MacDowell                                           | 5:54  |
| 5. | There Will Never Be Another You | Mack Gordon, Harry Warren                                  | 16:40 |

## Enregistrement
Les morceaux sont enregistrés en live au Museum of Modern Art de New-York le 17 juin 1965.
| Musicien       | Instrument      |  | Équipe technique |                  |
| -------------- | --------------- |  | ---------------- | ---------------- |
| Sonny Rollins  | saxophone ténor |  | Bob Thiele       | producteur       |
| Tommy Flanagan | piano           |  | Rudy Van Gelder  | ingénieur du son |
| Bob Cranshaw   | contrebasse     |  |                  |                  |
| Billy Higgins  | batterie        |  |                  |                  |
| Mickey Roker   | batterie        |  |                  |                  |